# وددون لویز
وددون لویز (به انگلیسی: Weedon Lois) یک روستا در بریتانیا است که در South Northamptonshire واقع شده‌است.